# Emile Bosquet
Emile Paul Louis Alphonse Bosquet (Schaarbeek, 8 december 1878 – aldaar, 18 juli 1959) was een Belgisch pianist.
Hij werd geboren binnen het gezin van vergulder Paul Emile Bosquet en Marie Louise De Waele. Hij kreeg zijn muziekopleiding aan het Conservatorium van Brussel bij onder meer Arthur De Greef en bij Ferruccio Busoni in Weimar. Bij zijn studie in Brussel sleepte hij diverse eerste prijzen in de wacht, waaronder voor notenleer, theoretische harmonie en virtuositeit (die laatste in 1898), In 1900 won hij in Wenen de Rubinsteinprijs. Er volgde een concertreis die hem onder meer naar Sint-Petersburg bracht, alwaar hij het Pianoconcert nr. 5 van Anton Rubinstein speelde. Hij was een tijd lang beschermeling van de violist Eugène Ysaÿe. In de jaren daaropvolgend was hij ook een aantal keer in Nederland te bewonderen. Vanaf 1905 tot 1946 is hij te vinden als docent aan het Conservatorium van Antwerpen en vanaf 1919 tot 1944 aan dat van Brussel. Hij was een pianist, die een voorkeur had voor dan al vergeten repertoire. In 1926 vormde hij als pianist met Hector Clokers en Maurice Dambois het "Trio de la cour de Belgique", dat concerten gaf en plaatopnamen maakte. Hij was lid van de Koninklijke Academie van België.
Van zijn hand verschenen Technique moderne du pianiste virtuose (1904) en La musique de clavier/Les amis de la musique (1953). Tevens verzorgde hij een bundel met arrangementen van sonatines, die destijds vergeten dreigden te raken. Hij was docent van Marinus de Jong en Flore Levine-Cousyns. Voorts trad op als jurylid bij de Koningin Elisabethwedstrijd.
- Bibliothèque nationale de France: cb139358485 (data)
- Catàleg d'autoritats de noms i títols de Catalunya: 981058525025906706
- International Standard Name Identifier: 0000 0001 1669 1713
- Library of Congress Control Number: no2010208113
- MusicBrainz: 57ca54bd-68c2-4caf-a314-c368624a6055
- Nationale Bibliotheek van Tsjechië: mzk2013764817
- Nationale Bibliotheek van Israël: 987007417926705171
- Nederlandse Thesaurus van Auteursnamen: 069422265
- Système universitaire de documentation: 244368813
- Virtual International Authority File: 71581612
- WorldCat: E39PBJgmKP7D3pV6gvk4ybxRrq